# Karl Lechner (Fußballspieler)
Karl Lechner (Lebensdaten unbekannt) war ein österreichischer Fußballspieler.

## Karriere
Lechner gehörte dem First Vienna FC als Stürmer an, für den er von 1941 bis 1944 in der Gauliga Donau-Alpenland in einer von 17, später auf 23 aufgestockten Gauligen zur Zeit des Nationalsozialismus als einheitlich höchste Spielklasse im Deutschen Reich nach erfolgtem Anschluss Österreichs Punktspiele bestritt.
Während seiner Vereinszugehörigkeit gewann er mit der Mannschaft dreimal die Gaumeisterschaft, nahm jedoch nur in der Saison 1941/42 an der Endrunde um die Deutsche Meisterschaft teil. Er kam in allen Spielen von der Qualifikationsrunde bis zum Finale zum Einsatz. Im Berliner Olympiastadion verlor er mit seiner Mannschaft am 4. Juli 1942 vor 90.000 Zuschauern gegen den FC Schalke 04 durch die Tore von Ernst Kalwitzki und Fritz Szepan mit 0:2.
Im nationalen Pokalwettbewerb für Vereinsmannschaften um den Tschammerpokal kam er in den Jahren 1942 und 1943 in jeweils zwei Spielen zum Einsatz. Sein Debüt krönte er am 19. Juli 1942 beim 2:1-Erstrundensieg beim Wiener AC mit seinem Tor zum 1:0 in der vierten Minute. Sein zweites Spiel verlor er am 9. August in der 2. Runde bei der NSTG Falkenau mit 0:4. Beim Pokalsieg seiner Mannschaft am 31. Oktober 1943 in Stuttgart, beim 3:2-Sieg n. V. über den Luftwaffen-Sportverein Hamburg, gehörte er nicht der Endspielmannschaft an, kam jedoch im Viertel- und Halbfinale zum Einsatz. Beim 3:2-Sieg über den 1. FC Nürnberg am 3. Oktober 1943 im Sportpark Zerzabelshof erzielte er das Anschlusstor zum 2:1 in der 20. und das Siegtor in der 54. Minute. Beim 6:2-Sieg über den FC Schalke 04 am 17. Oktober 1943 in Frankfurt am Main erzielte er das Tor zum 2:1 in der 32. Minute.